# Amy Macdonald
Amy Macdonald (Bishopbriggs, 25. kolovoza 1987.) škotska je kantautorica, koja je stekla popularnost već svojim debitantskim albumom iz 2007. godine, This Is the Life. Album se prodao u preko 2 milijuna primjeraka te je osvojio prva mjesta glazbenih ljestvica mnogih europskih zemalja, uključujući i Ujedinjeno Kraljevstvo. Prvi singl s albuma, "Poison Prince", izašao je 7. svibnja 2007.
Macdonald je počela svirati očevu gitaru već s trinaest godina. Inspiracija su joj bili bandovi Travis i The Libertines te Elton John. S 15 je već nastupala u glasgowskim lokalima. Potpisala je za producentsku kuću "Melodramatic" nakon što je do njih došao njen demo CD.
Mlada pjevačica uživa izuzetnu popularnost u Austriji te posebno u Švicarskoj:
| „ | Popularnija sam od Eltona Johna... pa, barem u Švicarskoj! | ” |
|   |                                                            |   |

U prosincu 2008. Amy je proglašena škotskom ženom godine u izboru novina "Daily Record".

## Glazbena karijera

### This Is the Life (2007. – 2009.)
Macdonald je 2007. godine objavila svoj prvi studijski album, This Is the Life. Album se plasirao na broju jedan u Švicarskoj, Ujedinjenom Kraljevstvu i Nizozemskoj i prodan je u 3 milijuna primjeraka širom svijet. Prvi singl s albuma, "Poison Prince", objavljen je samo kao limitirano izdanje. Drugi singl s albuma "Mr. Rock and Roll" plasirao se na 12. mjestu britanske ljestvice. Treći singl "Run" se nije plasirao u najboljih 40 singlova.
Kao četvrti singl objavljena je pjesma "This Is the Life", plasirao se na 28. mjestu u Ujedinjenom Kraljevstvu, ali bio je na vrhu ljestvice u 5 europskih zemalja. Pjesma "Run" objavljena je kao peti singl. Šesti i posljednji singl s albuma je bilo reizdanje pjesme "Poison Prince".

### A Curious Thing (2010.)
Macdonald je 2009. godine počela raditi na drugom albumu A Curious Thing koji je objavljen 8. ožujka 2010. godine. S albuma je objavljeno pet singlova: "Don't Tell Me That It's Over", "Spark", "This Pretty Face", "Love Love" i "Your Time Will Come".

### Life in a Beautiful Light (2012.)
Treći album, Life in a Beautiful Light, objavljen je 11. lipnja 2012. godine. Albumu je 20. travnja prethodio singl "Slow It Down".

## Diskografija

### Albumi
- This Is the Life (2007.)
- A Curious Thing (2010.)
- Life in a Beautiful Light (2012.)

### Najuspješniji singlovi
- "Mr. Rock and Roll" (2007.)
- "This Is the Life" (2007.)
- "Don't Tell Me That It's Over" (2010.)

## Vanjske poveznice
- Službena stranica (engl.)
- YouTube stranica